# Josef Kluczka
Josef Kluczka (* 14. April 1897 in Ludgierzowitz; † 13. August 1966 in Mainz) war ein deutscher Zahnarzt und Hochschullehrer.

## Leben und Werk
Nach der Teilnahme am Ersten Weltkrieg studierte Kluczka von 1918 bis 1922 bei den Professoren Carl Partsch, Hans Riegner und Carl Bruck Zahnmedizin an den Universitäten Breslau und Hamburg. In Breslau legte er 1922 das zahnmedizinische Staatsexamen ab und wurde 1923 zum Dr. med. dent. promoviert. Das Thema seiner Dissertation lautete Rhodanverhältnisse im Speichel bei Syphilitikern unter besonderer Berücksichtigung der Wismuth-Behandlung. Nach zwei Jahren Assistenzzeit war er ab 1925 als Zahnarzt in Ratibor tätig. Sein besonderes Interesse galt den Parodontopathien und so wurde er bereits 1933 zum Parodontose-Gutachter ernannt. 1939 zu einer Sanitätskompanie eingezogen, nahm er als Soldat am Zweiten Weltkrieg teil. 1942 wurde er auf Wunsch von Martin Herrmann zu dessen Abteilung für Kiefer- und Gesichtschirurgie in Breslau versetzt. Später folgte er Herrmann nach Mainz und half die dortige Zahn-, Mund- und Kieferklinik aufzubauen. 1949 habilitierte Kluczka sich an der Universität Mainz und wurde Leiter der konservierenden Abteilung der Klinik für Zahn-, Mund- und Kieferheilkunde der Medizinischen Fakultät der Universität Mainz. Ab 1952 war er dort außerordentlicher Professor. Einer seiner bekannteren Schüler in dieser Zeit war der Zahnarzt Wolfgang Büttner. 1965 wurde Kluczka emeritiert; er starb im darauffolgenden Jahr.